# Parafia Wniebowzięcia Najświętszej Maryi Panny w Trzebiechowie
Parafia Wniebowzięcia Najświętszej Maryi Panny w Trzebiechowie – parafia rzymskokatolicka, położona w dekanacie Sulechów, diecezji zielonogórsko-gorzowskiej, metropolii szczecińsko-kamieńskiej w Polsce, erygowana 13 listopada 1987 roku.